# فريدريش فيلهلم فون شتويبن

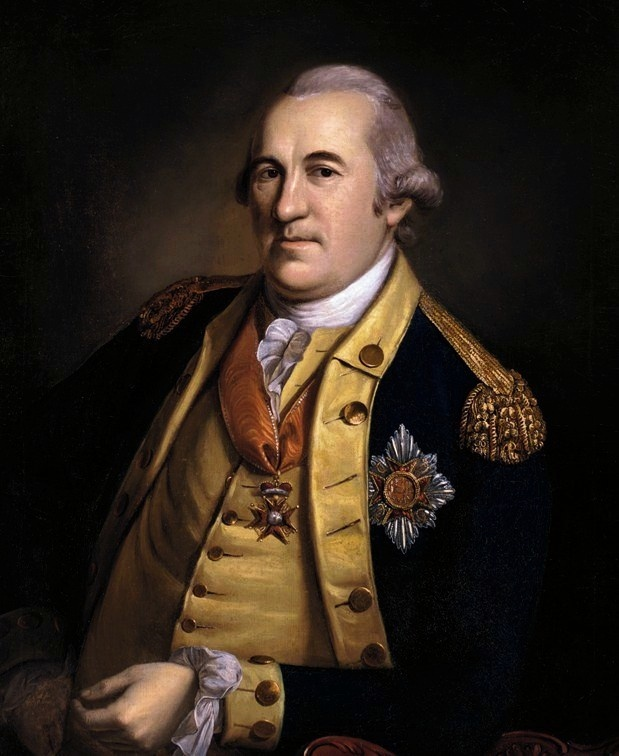
البارون فون شتويبن بريشة تشارلز ويلسون بيل

فريدريش فيلهلم أغسطس هاينرش فرديناند، بارون فون شتويبن (بالإنجليزية: Friedrich Wilhelm von Steuben) (1730 – 1794)، هو ضابط ألماني شارك في حرب السنوات السبع وحرب الاستقلال الأمريكية.
ولد فريدريش في ماغدبورغ في بروسيا في 15 نوفمبر 1730، وهو ابن فيلهلم أغسطين شتويبن (1699 – 1783) والذي كان جنديا أيضا. وفي سن الرابعة عشرة حارب في إحدى حملات حرب الخلافة النمساوية. وترقى لرتبة ملازم عام 1753، وحارب في حرب السنوات السبع، وترقى لرتبة رئيس أركان الجيش للقوات الحرة عام 1754، لكنه عاد ودخل الجيش النظامي عام 1761، وأصبح معاون فريدريش الكبير عام 1762. وبعد نهاية الحرب أصبح كاهنا في كاتدرائية هافلبرغ، وأصبح لاحقا مشيرا لصالح أمير هوهنتسولرن هيشنغن.
في عام 1777، حثه صديقه كونت سان جرمان، الذي كان وزير الحرب الفرنسي، على الذهاب لمساعدة المستوطنين الأمريكيين، الذين احتاجوا للانضباط والتدريب في التخطيط العسكري. ووصل شتويبن إلى بورتسموث في نيوهامبشر في 1 ديسمبر من تلك السنة، وقدم خدماته للكونغرس كمتطوع. وفي مارس 1778 بدأ بتدريب الضباط الأغرار في فالي فورج؛ وبحلول شهر مايو كان قد قدم نظاما كاملا للتدريب والاقتصاد، ووصل وقتها إلى رتبة لواء. وظهرت نتائج عمله في الحملة التالية، حيث قاد قوات قوات الجنرال تشارلز لي التي تراجعت من مونموث. كما أصدر كتاب «قواعد تنظيم وضبط قوات الولايات المتحدة» عام 1779 والذي كان ذا قيمة كبيرة للجيش. وكان عضوا في المحكمة العسكرية التي حاكمت الرائد جون أندريه عام 1780، وبعد هزيمة الجنرال هوراشيو غبتس في كامدن تم وضعه في قيادة مقاطعة فرجينيا، وأمر بأن يجمع وينظّم ويرسل المتطوعين للجيش الجنوبي. وفي عام 1781 خلفه لافاييت على قيادة فرجينيا ولعب دورا في حصار يوركتاون.
تقاعد فون شتويبن من الخدمة بعد الحرب، وأمضى آخر سنوات حياته في مدينة ستويبنفيل في نيويورك، حيث مات في 28 نوفمبر 1794 عن 64 عاما، ووفاء لخدماته منح أملاكا في نيويورك وفرجينيا وبنسلفانيا ونيوجرسي، ومنحه الكونغرس سيفا ذا مقبض ذهبي عام 1784 ومنحه لاحقا راتبا قدره 2400 دولار سنويا.

## معرض صور

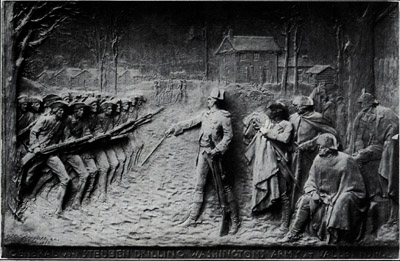
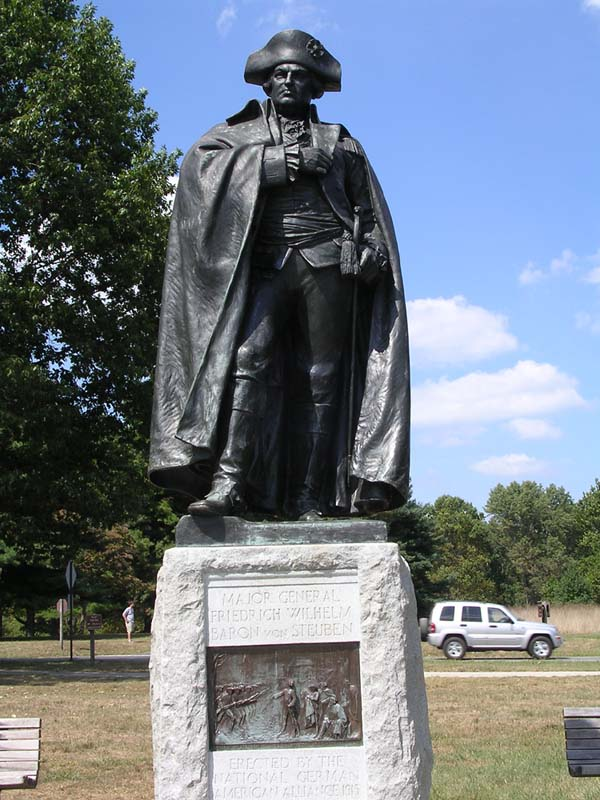
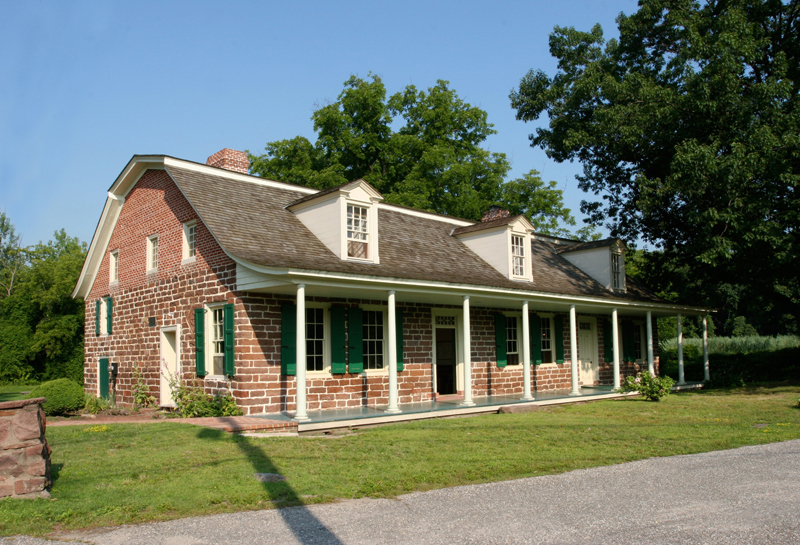
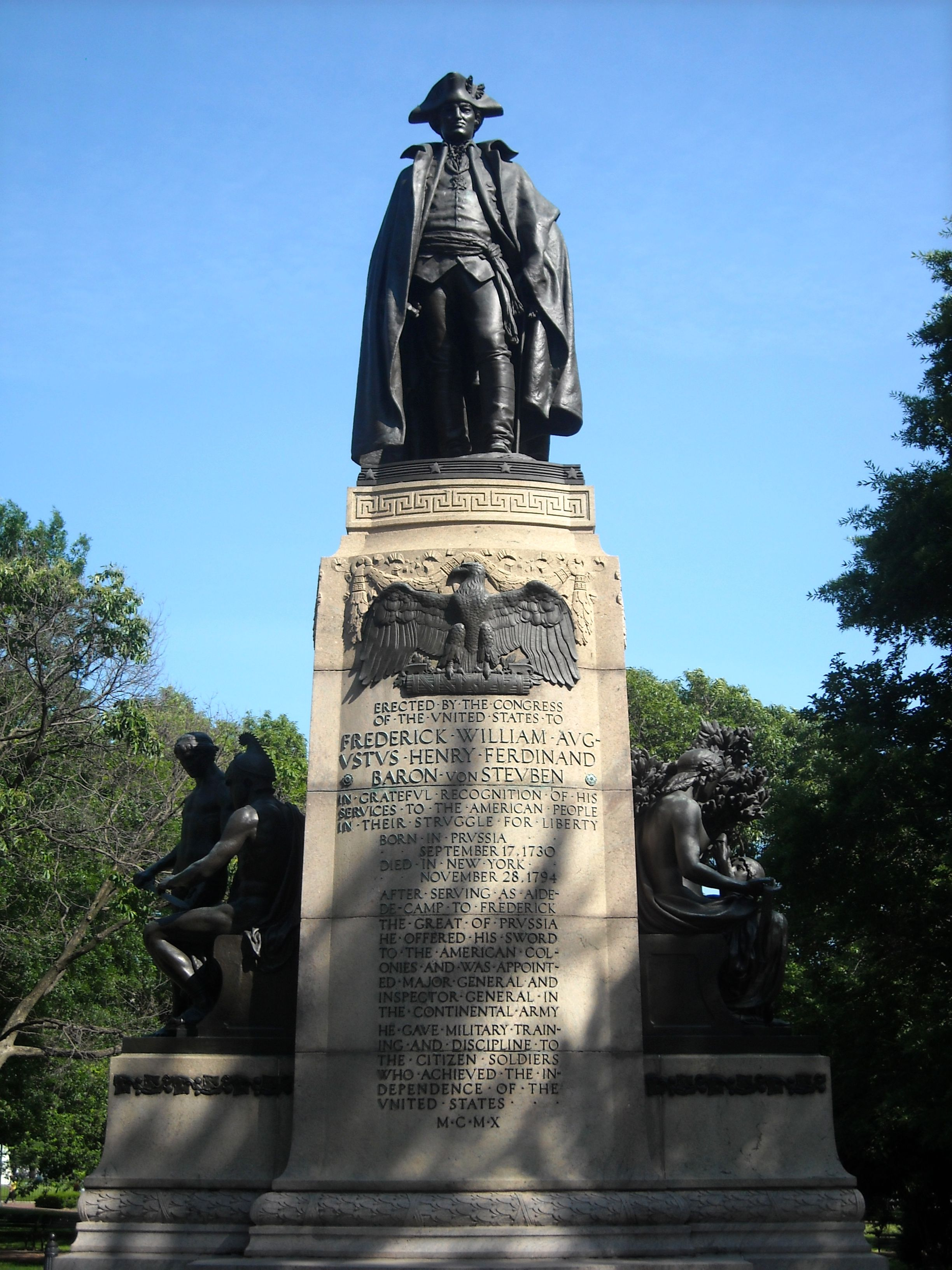
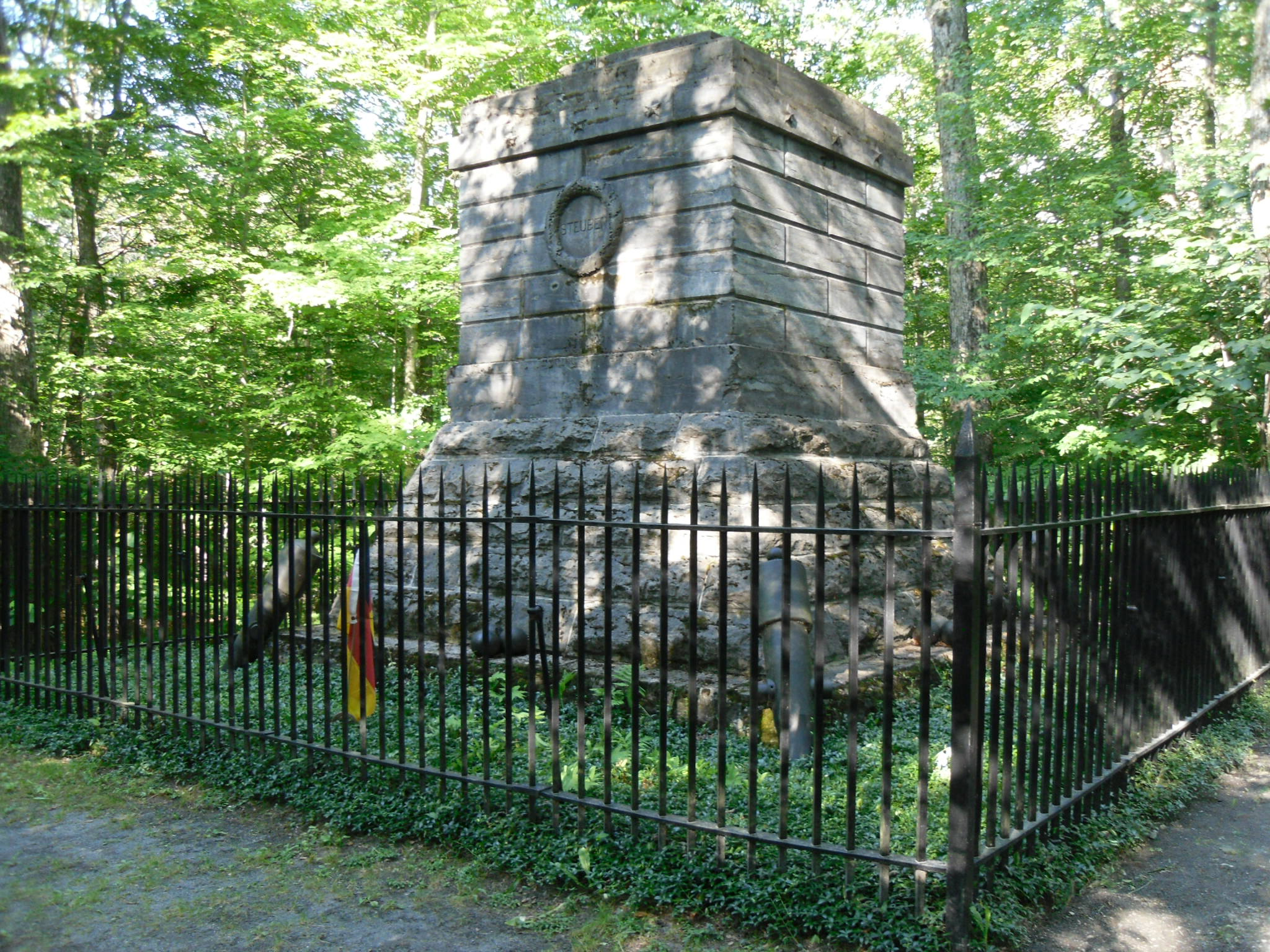

## قراءات أخرى
- حياة فريدريك وليام فون شتويبن The Life of Frederick William von Steuben بقلم فريدريش كاب (نيويورك، 1859).
- العنصر الألماني في حرب الاستقلال الأمريكية The German Element in the War of American Independence بقلم جورج واشنطن غرين (كامبريدج ماساتشوستس، 1876).

## روابط خارجية
- فريدريش فيلهلم فون شتويبن على موقع الموسوعة البريطانية (الإنجليزية)
- فريدريش فيلهلم فون شتويبن على موقع الموسوعة البريطانية (الإنجليزية)